# Zita-Eva Funkenhauser
Zita-Eva Funkenhauser, född den 1 juli 1966 i Satu Mare, Rumänien, är en tysk fäktare som tog OS-silver i damernas lagtävling i florett i samband med de olympiska fäktningstävlingarna 1992 i Barcelona.
Hon tillhör både den ungerska och den tyska minoriteten i Transsylvanien. Henne far heter László och hennes mor Éva. Hennes tyskfödda barn talar alla ungerska.